# Mollie Kyle
Mollie Kyle (également connue sous le nom de Mollie Burkhart et Mollie Cobb ; 1er décembre 1886 - 16 juin 1937) est une femme Osage connue pour avoir survécu aux meurtres des Indiens Osage. Elle acquit une notoriété initiale dans la couverture médiatique lors du procès de William King Hale (en) et gagne en notoriété au xxie siècle lorsqu'elle est interprétée par Lily Gladstone dans le film Killers of the Flower Moon (2023).
Kyle est née dans la nation Osage en 1886 et fréquente une école catholique, se convertissant finalement. Elle épouse Ernest Burkhart (en) en 1917 et par la suite, la plupart des membres de sa famille sont assassinés dans le cadre d'un stratagème successoral mené par l'oncle de Burkhart. Kyle, diabétique, survit à une tentative d'empoisonnement et divorce d'Ernest en 1926. Elle se remarie en 1928 et décède en 1937.

## Jeunesse
Mollie Kyle est née le 1er décembre 1886 dans la nation Osage, territoire indien (aujourd'hui comté d'Osage, Oklahoma), de James Cue Kyle et de Lizzie Q. Kyle. Elle grandit à Gray Horse (en) et est forcée de fréquenter l'école catholique de Pawhuska. Elle est catholique et parle anglais et osage,. Dans les années 1900, Mollie est riche grâce à son ascendance Osage, mais jugée incompétente en raison des lois fédérales régissant les Amérindiens qui l'obligent à avoir un tuteur légal désigné. Kyle épouse Henry Roan (en) à l'âge de 15 ans dans le cadre d'un mariage Osage traditionnel et arrangé, mais tous deux sont envoyés dans un pensionnat peu de temps après et finissent par épouser d'autres personnes.

## Meurtres des Indiens Osage

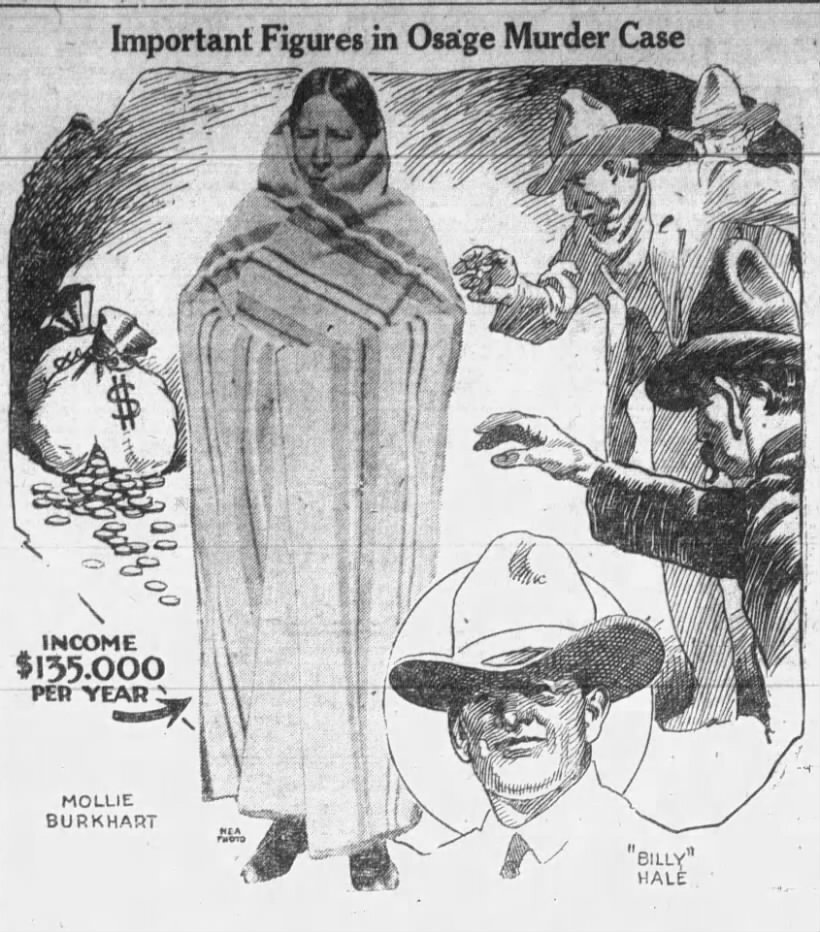
Caricature politique représentant Mollie Kyle et William King Hale parue dans l'édition du dimanche du Enid Morning News du 7 février 1926

En 1917, Mollie épouse Ernest Burkhart (en), un neveu de William King Hale (en). Le couple a trois enfants : Elizabeth, James et Anna. Anna est morte de la coqueluche alors qu'elle est enfant. Après leur mariage, Ernest et Hale conspirent pour tuer la famille de Mollie afin de prendre le contrôle de leurs droits de chef Osage dans ce qui deviendra le plus célèbre des meurtres indiens Osage.
En 1918, sa sœur, Minnie Smith, meurt d'une « maladie débilitante » que l'on croit aujourd'hui être un empoisonnement. Anna Brown, une autre de ses sœurs, est abattue en mai 1921. Le mois suivant, sa mère décède. Une autre sœur, Rita Smith, est tuée dans une explosion aux côtés de son mari, Bill Smith, et de sa gouvernante en 1923. Son cousin, Henry Roan (en), est tué la même année. Les enquêteurs lient finalement les décès à Ernest et Hale et les deux hommes sont arrêtés. Après l'arrestation de son mari, elle se remet d'une « maladie débilitante », dont on pense aujourd'hui qu'elle était due à un empoisonnement. Elle divorce d'Ernest en 1926 après qu'il a avoué son rôle dans les meurtres. Mollie est interprétée par Lily Gladstone dans le film Killers of the Flower Moon de Martin Scorsese, sorti en 2023, qui se concentre sur les meurtres.

## Fin de vie et mort
Elle épouse John Cobb en 1928,. En 1931, Mollie intente avec succès un procès pour mettre fin à sa tutelle et prend le contrôle de la richesse de sa famille. Elle décède le 16 juin 1937 et est enterrée au cimetière du village indien de Greyhorse dans le comté d'Osage.